# Le Trou Aid Post Cemetery
Le Trou Aid Post Cemetery is een Britse militaire begraafplaats met gesneuvelden uit de Eerste Wereldoorlog, gelegen in de Franse gemeente Fleurbaix in het departement Pas-de-Calais. De begraafplaats werd ontworpen door Herbert Baker en ligt drie kilometer ten zuiden van het centrum van Fleurbaix. Ze heeft een nagenoeg vierkantig grondplan omwald door een gracht en beplant met wilgen. Een brugje en een toegangsgebouw met zadeldak en een boogvormige doorgang geven toegang tot de begraafplaats. Centraal staat het Cross of Sacrifice. De begraafplaats wordt onderhouden door de Commonwealth War Graves Commission.
Er worden 356 gesneuvelden herdacht, waarvan er 207 niet geïdentificeerd zijn.

## Geschiedenis
De begraafplaats werd gebruikt tussen oktober 1914 en juli 1915 en bevond zich vlak bij een regimentshulppost en een verbindingsloopgraaf naar het front. Aan het eind van de oorlog waren er 123 gesneuvelden begraven. Na de oorlog werden hier nog zo'n 230 graven bijgezet die werden overgebracht uit de omliggende slagvelden en uit kleinere, ontruimde begraafplaatsen, onder meer uit La Haute Loge British Cemetery in Le Maisnil. De meeste slachtoffers zijn gevallen tijdens de hevige gevechten in Le Maisnil in oktober 1914, de Slag om Aubers Ridge (9-10 mei 1915), de Slag bij Loos (25 september – 14 oktober 1915), en de Slag om Fromelles (19-20 juli 1916). Vijf gesneuvelden worden herdacht met Special Memorials omdat hun graf niet meer teruggevonden werd. 
Onder de geïdentificeerde slachtoffers zij er 138 Britten, 7 Canadezen en 4 Australiërs. Er zijn ook twee Franse graven.

## Graven

### Onderscheiden militairen
- Arthur Willoughby George Lowry Cole, brigade-generaal bij de General Staff en commandant van de 25th Infantry Brigade werd onderscheiden met de Distinguished Service Order (DSO). Hij werd ook vereerd met de Order of the Bath (CB).
- Alan Knyveton Hargreaves, kapitein bij de Rifle Brigade werd onderscheiden met de Distinguished Service Order (DSO).
- Richard Jellard Ford, kapitein bij het Worcestershire Regiment werd onderscheiden met het Military Cross (MC).
- Reginald Percy Stoneham, onderluitenant bij de Sherwood Foresters (Notts and Derby Regiment) werd onderscheiden met de Distinguished Conduct Medal (DCM).

### Minderjarige militairen
- Korporaal W. Butler van het 1st Bn Worcestershire Regiment en de soldaten J. Lickley en Joseph B. Metcalf, beiden van het West Yorkshire Regiment (Prince of Wales's Own) waren 17 jaar toen ze sneuvelden.